# Hackenbracht
Hackenbracht ist ein Zufluss der Benfe sowie der Name einer untergegangenen Siedlungsstätte in der heutigen Gemeinde Erndtebrück im Kreis Siegen-Wittgenstein in Nordrhein-Westfalen.

## Lage
Der Bach Hackenbracht ist ein linker Zufluss der Benfe zwischen den beiden linken Zuflüssen Seebach (südlich) und Bärenbach (nördlich). Der Bach ist 1,1 km lang und mündet unterhalb der Siedlung Ludwigseck in die Benfe. Da Bach- und Flussnamen in der Regel älter sind als dort in der Nähe befindliche Siedlungen, dürfte „die“ Hackenbracht namensgebend für die gleichlautende, untergegangene Siedlung gewesen sein.
Der Historiker Günter Wrede verortete 1927 die Wüstung noch ungenau: „Vermutlich im Bereich Erndtebrück, Schameder und Birkelbach.“ Der Autor Werner Wied fand 1977 bei seinen Arbeiten zum Heimatbuch Erndtebrück heraus, dass der Hof Hackenbracht ein Vorläufer des gräflichen Hofgutes Ludwigseck gewesen sein dürfte.

## Geschichte
Erste urkundliche Erwähnung 1467. Damals belehnte Graf Georg zu Sayn-Wittgenstein zwei Männer aus Weidenau mit der Wüstung und dem Dorf Hackenbracht. Im Jahr 1613 befand sich einige Hundert Meter oberhalb dieser Wüstung der gräfliche Hof Hackenbracht. Der Name Hackenbracht lebt im Altkreis Wittgenstein in geringer Ausprägung als Familienname weiter, vornehmlich im Raum Bad Berleburg.